# Bergschule (Eilenburg)
Die Bergschule ist ein Schulgebäude in Eilenburg. Das in historisierenden Formen errichtete Bauwerk wurde 1904 seiner Bestimmung übergeben. Bis 2006 war es die Heimstatt der gleichnamigen Schule bzw. der aus ihr hervorgegangenen Friedrich-Tschanter-Schule. Heute wird die Bergschule von der Evangelischen Grundschule Cultus+ und dem Hort der benachbarten Grundschule Berg genutzt. Das Gebäude ist aufgrund seiner bau- und ortsgeschichtlichen Bedeutung sowie als straßen- und platzbildprägendes Bauwerk ein eingetragenes Kulturdenkmal in der Denkmalliste des Landesamtes für Denkmalpflege Sachsen.

## Lage
Die Bergschule liegt in der Halleschen Straße 27/28 im westlichen Eilenburger Stadtteil Berg. An ihrem Standort befand sich zuvor der zentrale Dorfanger der Ortslage Zscheppelende mit zwei Teichen. Die Vorstadt Zscheppelende wurde 1856 nach Eilenburg eingemeindet und ab Ende des 19. Jahrhunderts in städtischer Prägung ausgebaut und nachverdichtet. Das Umfeld der Schule ist demnach geprägt von den Höfen des ehemaligen Dorfrundlings einerseits und kompakter Mietshausbebauung aus der Zeit der Jahrhundertwende andererseits. In Richtung Südosten liegen das ehemalige Gut Eulenfeld, das Eilenburger Krankenhaus und die Burg Eilenburg. Nordöstlich entstand 1996 der Neubau der Grundschule Berg. Das Gelände des auf dem Hochufer der Muldenaue gelegenen Stadtteils Berg fällt nördlich der Bergschule steil ab. Dort wurde Ende der 1950er-Jahre die Josef-Dotzauer-Sprungschanze angelegt.

## Geschichte
Vor dem Bau der Bergschule wurden die Kinder des Bergstadtteils in einer kirchlich geführten Volksschule auf dem Gelände des heutigen Eigenheimstandortes Henriweg unterrichtet. Die Anschrift lautete Schlossberg 8. Mit dem Bevölkerungswachstum wurden dort 1873 und 1898 Erweiterungen notwendig. Als die alte Bergschule den räumlichen Anforderungen nicht mehr genügte, fasste der Eilenburger Stadtrat in der Sitzung vom 3. Januar 1901 den Beschluss zum Neubau einer den Erfordernissen des Stadtteils genügenden Schule. Als Bauplatz wurde dem alten Dorfanger in der Halleschen Straße der Vorzug gegeben. Mit der Bauausführung wurde das Architektenbüro Franke & Wedekamp aus Leipzig betraut. Die Arbeiten begannen am 20. September 1902. Die Kosten wurden mit 175.000 Mark veranschlagt und letztlich mit einer Rechnung über rund 180.000 Mark leicht überschritten. Planmäßig am 12. April 1904 wurde der Neubau seiner Zweckbestimmung übergeben.

Historische Ansichten von Nordwesten …
… und von Südosten (jeweils um 1910)

Während des Zweiten Weltkrieges war das Gebäude mehrmals teilweise oder ganz mit Militär belegt. Der Unterricht war in dieser Zeit ausgesetzt oder wurde in den Luftschutzkellern abgehalten. Die Schulleitung beklagte infolge der Belegung die Zerstörung und Beschädigung von Schuleigentum wie Mobiliar, Akten und Lehrmaterialien. Ab Dezember 1944 fanden in der Bergschule Volkssturm-Lehrgänge statt, ab Januar 1945 beschlagnahmten Sanitätstruppen die Räumlichkeiten der Schule. Zu diesem Zeitpunkt wurde die Sanitäts-Ersatz-Abteilung 8 von Breslau nach Eilenburg verlegt. Den Krieg überstand die Bergschule weitgehend unbeschädigt. Während einer Explosion eines Sprengstoffzuges am Bahnhof Eilenburg Ost am 21. Mai 1944 gingen 46 Fensterscheiben zu Bruch. Das amerikanische Artillerie-Feuer im April 1945 verursachte nur einen kleinen Schaden am nördlichen Ziergiebel. Nach dem Ende der Kampfhandlungen traten jedoch Dachschäden infolge von Sprengungen auf, die die Besatzungsmacht auf dem Schulhof durchführte. Durch Plünderungen konnte der Schulbetrieb erst verspätet am 2. Oktober 1945 wieder aufgenommen werden. 1946 nahm die Bergschule den Namen ihres langjährigen Rektors Friedrich Tschanter an.
In den 1950er-Jahren wurde das Kellergeschoss ausgebaut, um Räumlichkeiten für die Pionierorganisation und Arbeitsgemeinschaften zu schaffen. Außerdem wurde im Zeichensaal über der Turnhalle ein Kulturraum geschaffen und die Hausmeisterwohnung umgebaut. 1958 wurde auf dem Schulhof ein Ehrenmal für Ernst Thälmann errichtet. In den 1960er-Jahren erfolgte die Sanierung des Abortgebäudes. Da der Platzbedarf der ab 1960 zehnklassigen Polytechnischen Oberschule die Möglichkeiten des Schulhauses überstieg, war ein Anbau notwendig. Dieser entstand 1971 als eingeschossiger Flachbau südöstlich des Haupthauses auf dem Schulhof und umfasste vier Klassenräume.
Ab 1992 teilten sich die Mittelschule und die ausgegründete Grundschule das Gebäude, ehe die Grundschule 1996 in einen nahe gelegenen Neubau zog. 1997 erfolgte die Sanierung des Kellergeschosses und der Einbau neuer Sanitär- und Umkleideräume, eines Speisesaals und einer Heizungsanlage. Während der Flut 2002 diente das hochwassersichere Schulhaus als Notunterkunft für obdachlos gewordene Bewohner Eilenburgs. 2006 verließ die Friedrich-Tschanter-Mittelschule nach 102 Jahren ihr Stammhaus und zog in das Gebäude der ehemaligen Bürgerschule in der Dorotheenstraße.
2009 fand die neu gegründete Freie Grundschule Cultus+ ihr Domizil in der Bergschule. Die Stadt Eilenburg als Besitzer des Bauwerks wendete seither mehrere Millionen Euro für die denkmalgerechte und funktionale Sanierung auf. Dazu gehörten die Neueindeckung des Daches und die Sanierung der Turnhalle in den Jahren 2009 und 2010, die Renovierung der Aula 2015 sowie die grundlegende innere und äußere Sanierung der beiden Gebäudeflügel und des Kellergeschosses in den Jahren 2020 bis 2022. Heute nimmt das Schulhaus neben der freien Schule noch den Hort der Grundschule Berg und ein Eltern-Kind-Zentrum auf.

## Baubeschreibung

### Kubatur und Fassade
Die Bergschule ist ein langgestreckter zweigeschossiger Bau auf rechteckigem Grundriss. Als Baumaterial kamen hauptsächlich rote Klinker zur Anwendung. Das Gebäude besteht aus zwei Flügeln, die über einen Mittelbau verbunden sind. Die sich unterscheidenden Fassaden zur Straße und zum Hof sind in Vertikalrichtung symmetrisch angelegt, ebenso die Kubatur in Längs- und in Querrichtung. Die vollständig unterkellerte Schule ist zweigeschossig ausgeführt, wobei die Höhe des Mittelbaus drei Vollgeschossen entspricht. Darüber ist ein Dachgeschoss aufgesetzt. Die Straßenfassade ist durch 17 Fensterachsen gegliedert, wobei jeweils sechs auf die Seitentrakte, je eine auf die beiden Treppenhäuser und drei auf den Mittelbau entfallen. Die ursprünglich nach Geschlechtern getrennten Eingänge zeigen mittels figürlicher Plastik im Schlussstein die ehemalige Bestimmung an. Die Fenster des Souterrains weisen Segementbogenabschlüsse auf, die mittels glasierter Klinker eine dezente Gestaltung aufweisen. Im Erdgeschoss kamen Rechteckfenster und im Obergeschoss wiederum Segmentbogenfenster zur Ausführung, wobei die Bögen hofseitig zugesetzt sind. Die Fassade wird gegliedert und gestaltet durch Pilaster, ein Sockelgesims, verschiedene Kunststeinelemente (u. a. Schlusssteine und Bänder) und glasierte Klinker.
Der Mittelbau stellt sich als mächtiger Risalit mit Zwerchhaus dar. Hohe Rundbogendrillingsfenster im Erdgeschoss und niedrigere Drillingsfenster im ersten Obergeschoss gliedern diesen Bauteil. Der Giebel des Zwerchhauses erfährt eine Betonung durch Lisenen mit Bogenabschluss. Der Übergang zu den niedrigeren Seitenflügeln wird über die gestaffelten Giebel der Treppenhäuser hergestellt. Auf dem weit auskragenden gekehlten Traufgesims ruht ein Walmdach mit Biberschwanzdeckung. Die ursprünglichen Dachaufbauten in Form von Schleppgauben und zwei Belüftungstürmchen wurden im Laufe der Zeit beseitigt.

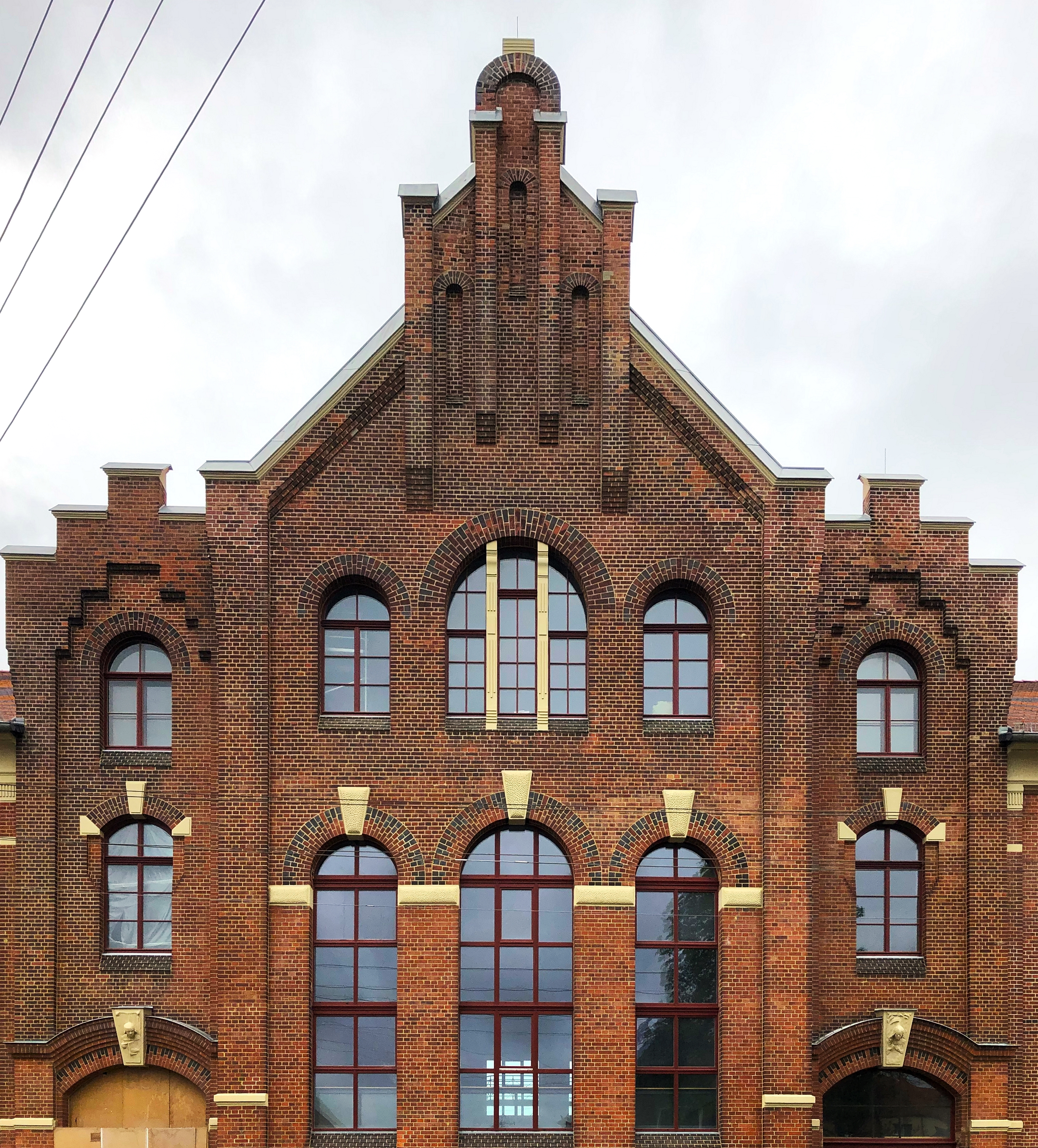
Mittelbau, Detailansicht mit Drillingsfenstern und Giebel (2022)
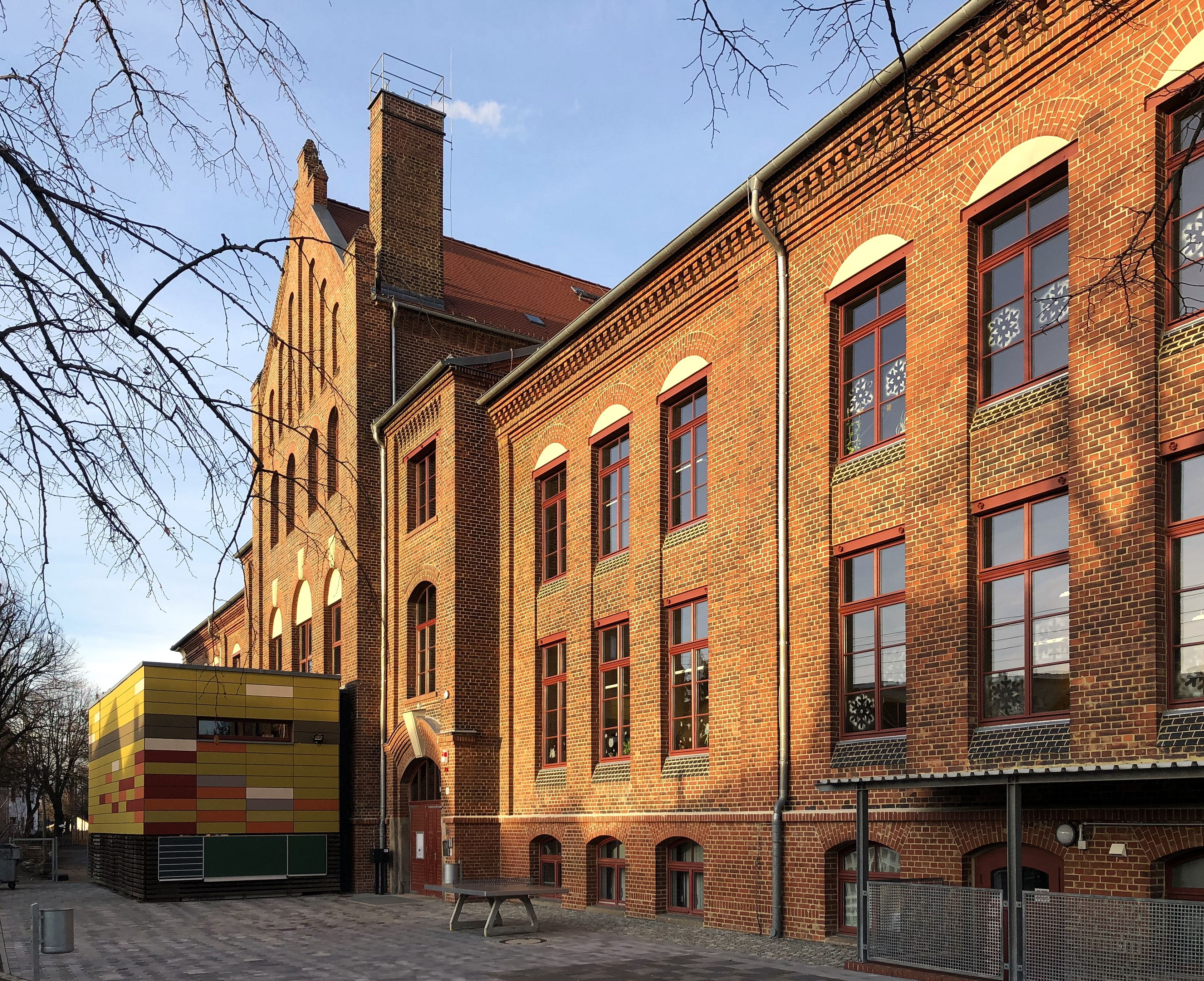
Ansicht der Hofseite mit zugesetzten Fensterbögen; Turnhallenanbau (2023)
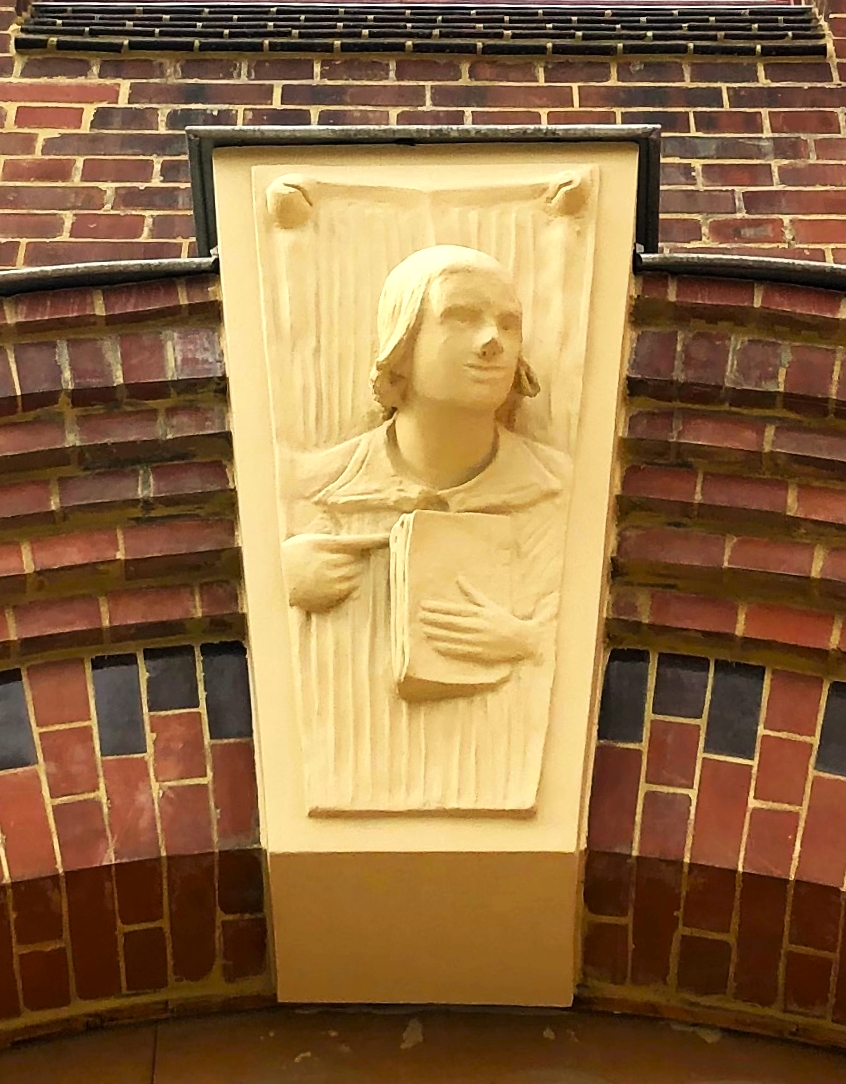
Die Agraffen des ehemaligen Knabeneingangs …
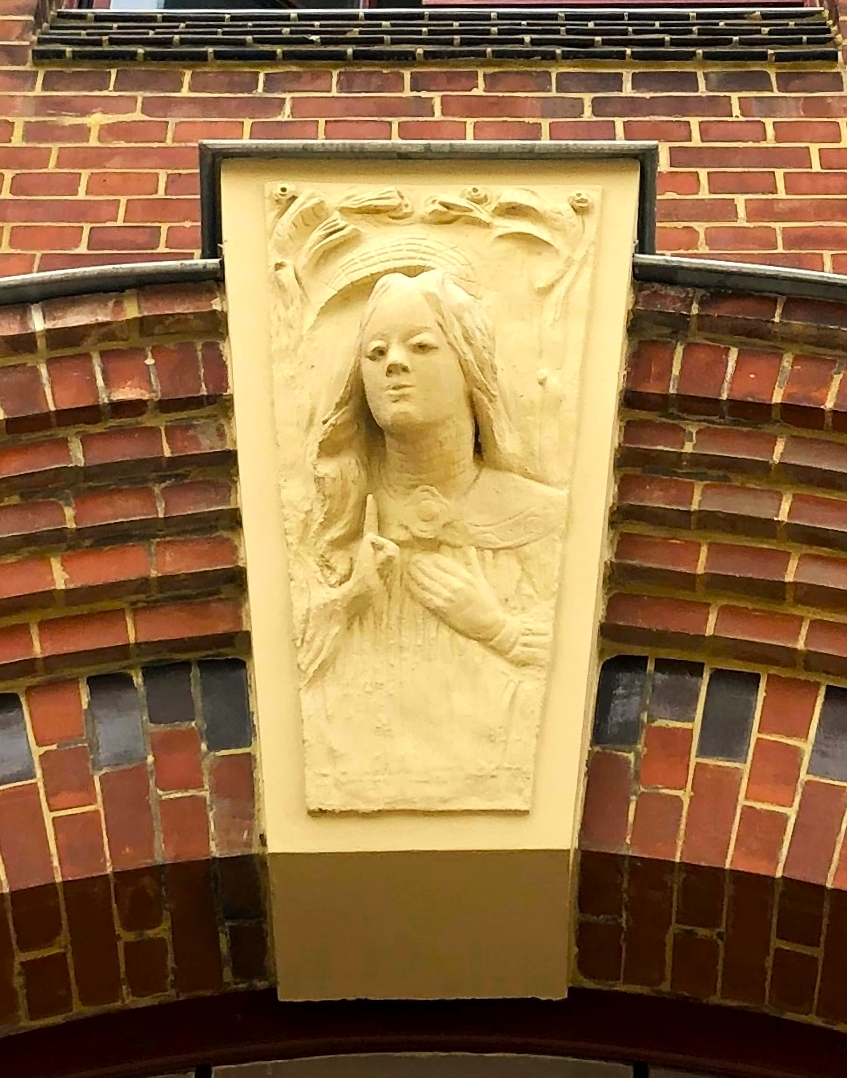
… und des Mädcheneingangs (2022)
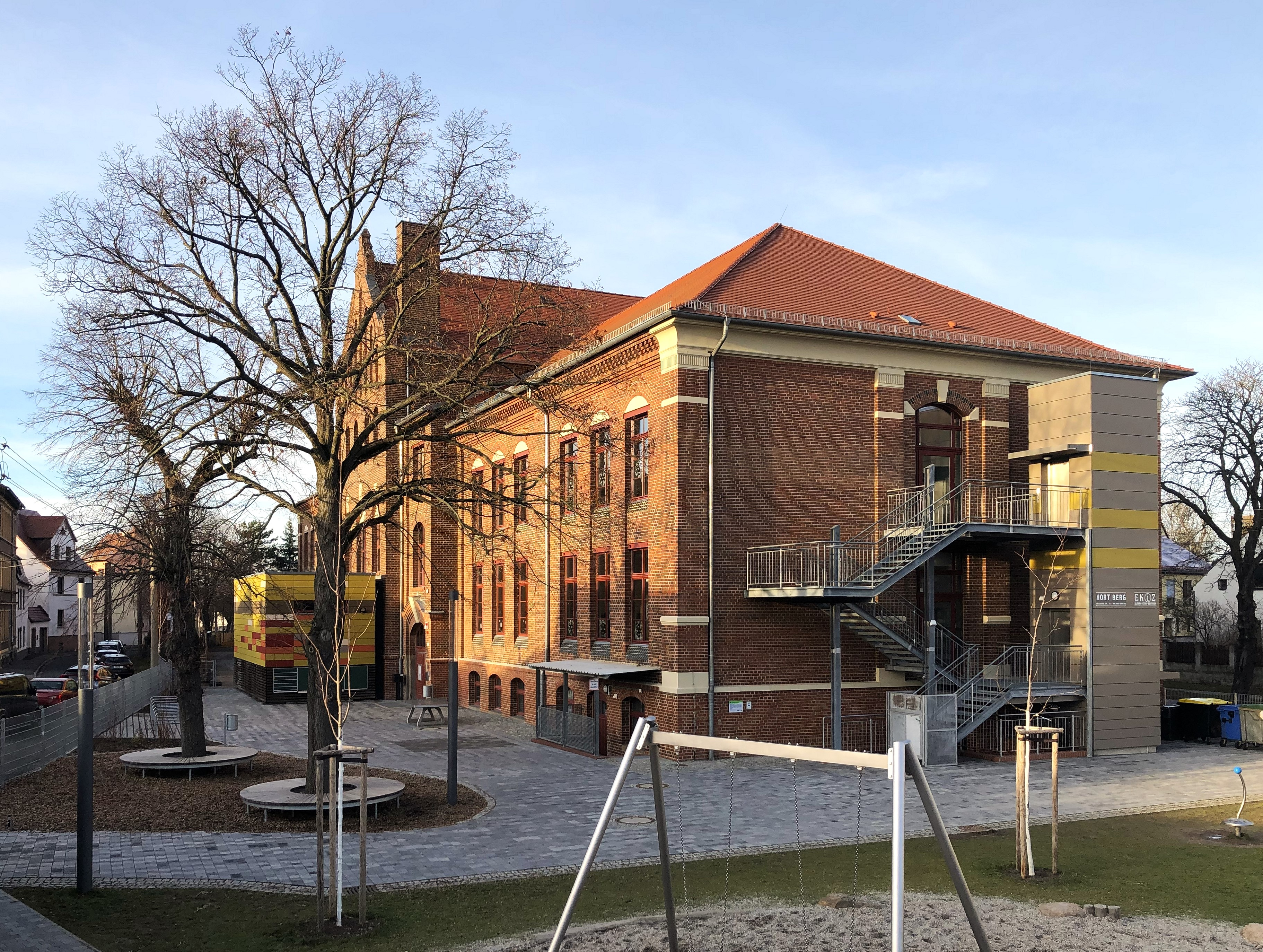
Gesamtansicht von Süden (2023)

### Innenraum
Das Gebäude ist zweihüftig angelegt und verfügt über 16 Klassenzimmer, je Etage vier rechts und vier links des Flures. Die Räume weisen eine Größe von 9,4 mal 6,4 Meter auf. Laut dem Plan der Erbauer war eines der Klassenzimmer im Erdgeschoss als Lehrerzimmer vorgesehen. Die Räume im ersten Obergeschoss über den Haupteingängen waren als Rektoren- bzw. Versammlungszimmer gedacht. Im Mittelbau liegt die 200 Quadratmeter große Turnhalle, die sich über Erd- und erstes Obergeschoss erstreckt und mit umlaufender Empore samt schmiedeeiserner Brüstung ausgestattet ist. Darüber lagen der Zeichensaal und zwei Lehrmittelräume zur Straßenseite hin und die Wohnung des Kastellans zur Hofseite hin. Diese Etage wurde später zum Kultursaal bzw. zur Aula umgebaut. Als Fußbodenbelag kamen zur Ausführung: Granit für die Treppenstufen, Beton mit Asphaltdeckschicht für die Korridore und Treppenpodeste sowie buchenes Parkett (Stabfußboden) in den übrigen Bereichen. Im Inneren sind die Treppengeländer samt Handläufen und die Türen original erhalten.

### Schulhof und Nebengebäude
Der Schulhof erstreckt sich über die gesamte Fläche des ehemaligen Angers. Er wird begrenzt von den beiden Straßenzügen der Halleschen Straße, die den ehemaligen Rundling bilden. Das auf dem Schulhof errichtete Abortgebäude aus der Entstehungszeit des Schulhauses wie auch der Erweiterungsbau aus den 1970er-Jahren wurden mittlerweile abgebrochen. Ebenso wurden das Thälmann-Denkmal und die Außensportanlagen abgetragen. Als Neubau entstand 2010 ein schlichter Anbau zur Turnhalle. Derzeit (2022) wird der südöstliche Abschnitt des Schulhofs für die Hortnutzung umgestaltet. Die nordwestlichen Flächen belegt der Schulhof der freien Schule. Der gesamte Schulhof ist von Bäumen eingefasst. Die Einfriedung bestand ursprünglich aus einem Jägerzaun, heute findet sich eine uneinheitliche und teils fehlende Einfriedung.